# Nictiz
Nictiz (voorheen: Nationaal ICT-Instituut in de Zorg) is het Nederlandse kenniscentrum voor landelijke toepassingen van ICT in de zorg. 
De organisatie bestaat sinds 2002 en wordt gefinancierd door het Ministerie van Volksgezondheid, Welzijn en Sport. Het bestuur van Nictiz, dat onafhankelijk van het ministerie is, bestaat uit inhoudelijk experts en vertegenwoordigers van zorgverleners en patiënten.

## Activiteiten
Nictiz ontwikkelt, samen met partijen uit de markt, landelijke standaarden (bijvoorbeeld de toepassingswijze van de HL7-standaarden zoals FHIR) en een architectuur voor elektronische communicatie in de zorg. De focus ligt daarbij op communicatie tussen zorginstellingen en niet zozeer op de communicatie binnen de organisaties zelf.